# Kennedia
Genre
Kennedia est un genre de plantes à fleurs dicotylédones de la famille des Fabaceae, sous-famille des Faboideae, originaire d'Australie, qui compte quinze espèces acceptées.
Ce sont des plantes grimpantes ou prostrées, aux feuilles trifoliées. Certaines espèces très florifères, notamment Kennedia coccinea , sont cultivées comme plantes d'ornement 

## Étymologie
Le nom générique, « Kennedia », est un hommage à un certain John Kennedy (1759-1842), pépiniériste de Hammersmith à Londres qui a conseillé  l'impératrice Joséphine et lui a fourni des plantes.

## Liste d'espèces
Selon The Plant List (23 septembre 2018) :
- Kennedia beckxiana F.Muell.
- Kennedia carinata (Benth.) Domin
- Kennedia coccinea Vent.
- Kennedia exaltata Bailey
- Kennedia eximia Paxton
- Kennedia glabrata Lindl.
- Kennedia macrophylla (Meissner) Benth.
- Kennedia microphylla Meissner
- Kennedia nigricans Lindl.
- Kennedia procurrens Benth.
- Kennedia prorepens (F.Muell.) F.Muell.
- Kennedia prostrata R.Br.
- Kennedia retrorsa Hemsl.
- Kennedia rubicunda Vent.
- Kennedia stirlingii Lindl.